# Рубанський Федір Сергійович
Фе́дір Сергі́йович Руба́нський (18 квітня 1995 — 12 вересня 2018) — молодший сержант Збройних сил України, учасник російсько-української війни.

## Життєпис
Народився 1995 року в селі Казаклія (Гагаузія, Молдова); з дитинства мешкав у смт Рудниця (Піщанський район, Вінницька область). У профтехучилищі міста Кодима вчився на механіка-водія.
У січні 2016-го вступив на військову службу за контрактом; був гранатометником (СПГ-9) взводу вогневої підтримки, оволодів технікою прямого пострілу з закритих вогневих позицій. Молодший сержант, командир бойової машини — командир відділення 1-го взводу 2-ї роти 1-го механізованого батальйону 72-ї бригади. Пройшов бої в Авдіївці, зокрема за опорний пункт «Алмаз-2» (у січні 2017 року). Червнем 2017-го брав участь у міжнародних навчаннях у Старичах, по тому у складі кращого взводу поїхав на навчання до Боснії.
25 червня 2018 року зазнав важкого осколкового поранення на Світлодарській дузі, внаслідок обстрілу під час проведення інженерних робіт на позиції. 12 вересня 2018-го помер у Головному військовому клінічному госпіталі міста Київ.
Похований у Рудниці.
Без Федора лишились мама, дві сестри і наречена.

## Нагороди та вшанування
- указом Президента України № 411/2018 від 5 грудня 2018 року «за особисту мужність і самовіддані дії, виявлені у захисті державного суверенітету та територіальної цілісності України, зразкового виконання військового обов'язку» — нагороджений орденом «За мужність» III ступеня (посмертно)[1]
- медаллю «За військову службу Україні» (22 травня 2017)
- медаллю «Захиснику Вітчизни» (23 серпня 2018)